# Wentworth-Sud
Pour les articles homonymes, voir Wentworth.
Circonscription électorale fédérale du Canada
Wentworth-Sud fut une circonscription électorale fédérale de l'Ontario, représentée de 1867 à 1904.
C'est l'Acte de l'Amérique du Nord britannique de 1867 qui créa le district électoral de Wentworth-Sud. Abolie en 1903, elle fut divisée parmi Lincoln et Wentworth.

## Géographie
En 1892, la circonscription de Wentworth-Sud comprenait:
- Les cantons de Saltfleet, Binbrooke, Barton, Glanford, Grimsby-Nord et Sud, Caistor, Flamborough-Est et Ouest
- La ville de Dundas
- Les villages de Grimsby et de Waterdown

## Députés
| Législature                             | Années    | Député         | Député                      | Parti        |
| --------------------------------------- | --------- | -------------- | --------------------------- | ------------ |
| Wentworth-Nord                          |           |                |                             |              |
| 1re                                     | 1867–1872 |                | Joseph Rymal                | Libéral      |
| 2e                                      | 1872–1874 |                | Joseph Rymal                | Libéral      |
| 3e                                      | 1874–1878 |                | Joseph Rymal                | Libéral      |
| 4e                                      | 1878–1882 |                | Joseph Rymal                | Libéral      |
| 5e                                      | 1882–1887 | Lewis Springer |                             | Libéral      |
| 6e                                      | 1887–1891 |                | Franklin Metcalfe Carpenter | Conservateur |
| 7e                                      | 1891–1896 |                | Franklin Metcalfe Carpenter | Conservateur |
| 8e                                      | 1896–1900 |                | Thomas Bain                 | Libéral      |
| 8e                                      | 1900–1904 |                | Ernest D'Israeli Smith      | Conservateur |
| Redistribuée parmi Lincoln et Wentworth |           |                |                             |              |